# Lewis Hall
Lewis Kieran Hall (sinh 8 tháng 9 năm 2004) là một cầu thủ bóng đá chuyên nghiệp người Anh đang thi đấu cho câu lạc bộ Newcastle United tại Premier League và đội tuyển bóng đá quốc gia Anh.

## Sự nghiệp CLB
Gia nhập Chelsea từ năm 8 tuổi, Hall kí hợp đồng đào tạo đầu tiên với Chelsea vào mùa hè 2021. Sau khi thường xuyên được thi đấu ở đội U18 và U23, Hall lần đầu được đôn lên đội một vào tháng 12 năm 2021, ngồi dự bị trong chiến thắng 2–0 của Chelsea trước Brentford tại tứ kết EFL Cup. Chỉ hai tuần sau, vào ngày 8 tháng 1 năm 2022, anh có trận đấu chuyên nghiệp đầu tiên trong chiến thắng trước Chesterfield tại vòng 3 FA Cup trên sân Stamford Bridge, kiến tạo 1 bàn . Với việc xuất phát trong trận gặp Chesterfield, Hall trờ thành cầu thủ trẻ nhất ra sân tại FA Cup của Chelsea.

## Sự nghiẹp quốc tế
Hall thi đấu cho tuyển Anh từ U15 đến U18.
Ngày 21 tháng Chín 2022, Hall có trận đấu đầu tiên cho đội U19 trong chiến thắng 2-0 Montenegro tại vòng loại U19 EURO 2023 ở Đan Mạch.

## Cuộc sống cá nhân
Lewis là em trai của cầu thủ đang thi đấu cho Chorley, Connor Hall.

## Thống kê sự nghiệp
Tính đến 5 tháng 2 năm 2025
| Câu lạc bộ              | Mùa giải            | Giải đấu            | Giải đấu | Giải đấu | FA Cup | FA Cup | EFL Cup | EFL Cup | Châu Âu | Châu Âu | Khác | Khác | Tổng cộng | Tổng cộng |
| Câu lạc bộ              | Mùa giải            | Hạng đấu            | Trận     | Bàn      | Trận   | Bàn    | Trận    | Bàn     | Trận    | Bàn     | Trận | Bàn  | Trận      | Bàn       |
| ----------------------- | ------------------- | ------------------- | -------- | -------- | ------ | ------ | ------- | ------- | ------- | ------- | ---- | ---- | --------- | --------- |
| U-23 Chelsea            | 2021–22             | —                   | —        | —        | —      | —      | —       | —       | —       | —       | 2    | 0    | 2         | 0         |
| U-23 Chelsea            | 2022–23             | —                   | —        | —        | —      | —      | —       | —       | —       | —       | 3    | 1    | 3         | 1         |
| U-23 Chelsea            | Tổng cộng           | Tổng cộng           | —        | —        | —      | —      | —       | —       | —       | —       | 5    | 1    | 5         | 1         |
| Chelsea                 | 2021–22             | Premier League      | 0        | 0        | 1      | 0      | 0       | 0       | 0       | 0       | 0    | 0    | 1         | 0         |
| Chelsea                 | 2022–23             | Premier League      | 9        | 0        | 1      | 0      | 1       | 0       | 0       | 0       | —    | —    | 11        | 0         |
| Chelsea                 | Tổng cộng           | Tổng cộng           | 9        | 0        | 2      | 0      | 1       | 0       | 0       | 0       | 0    | 0    | 12        | 0         |
| Newcastle United (mượn) | 2023–24             | Premier League      | 18       | 1        | 1      | 0      | 2       | 1       | 1       | 0       | —    | —    | 22        | 2         |
| Newcastle United        | 2024–25             | Premier League      | 24       | 0        | 1      | 0      | 6       | 0       | —       | —       | —    | —    | 31        | 0         |
| Newcastle United        | Tổng cộng           | Tổng cộng           | 42       | 1        | 2      | 0      | 8       | 1       | 1       | 0       | —    | —    | 53        | 2         |
| Tổng cộng sự nghiệp     | Tổng cộng sự nghiệp | Tổng cộng sự nghiệp | 51       | 1        | 4      | 0      | 9       | 1       | 1       | 0       | 5    | 1    | 70        | 3         |

1. 1 2  Số lần ra sân tại EFL Trophy
2. ↑  Số lần ra sân tại UEFA Champions League

### Quốc tế
Tính đến 17 tháng 11 năm 2024
| Đội tuyển quốc gia | Năm       | Trận | Bàn |
| ------------------ | --------- | ---- | --- |
| Anh                | 2024      | 2    | 0   |
| Tổng cộng          | Tổng cộng | 2    | 0   |